# Mons La Hire
Der Mons La Hire ist ein ungefähr 10 × 20 km großer Inselberg im Mare Imbrium auf dem Erdmond. Er wurde 1961 nach dem französischen Mathematiker und Astronom Gabriel-Philippe de La Hire benannt. Der Gipfel hat eine Höhe von 1,5 km über Grund.
Nur wenige Kilometer nordöstlich befindet sich der Dorsum Zirkel.